# Berta de Vries

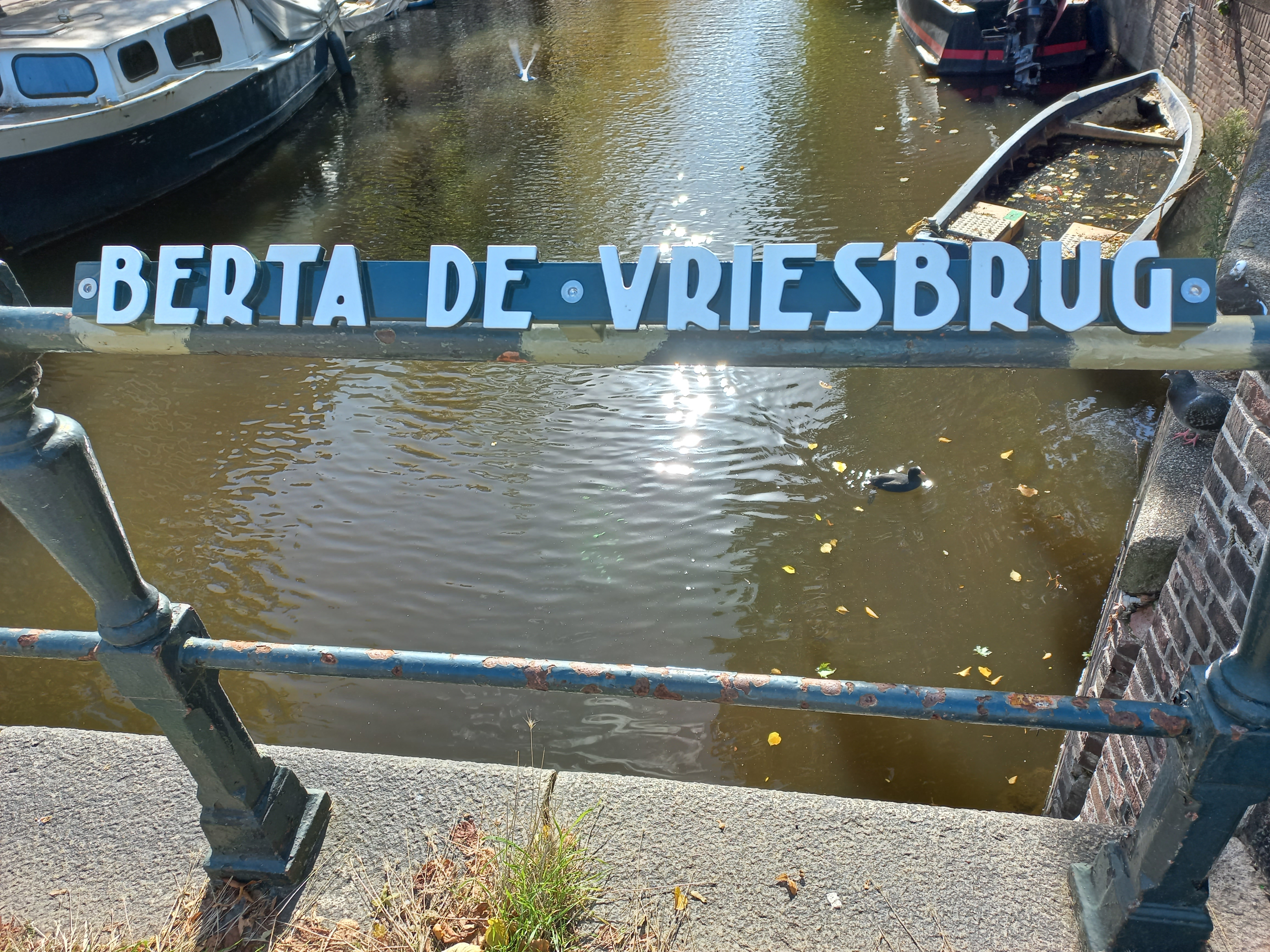
Naamplaat van brug 128 (oktober 2022)

Luberta de Hondt, bekend als Berta de Vries, (Amsterdam, 23 januari 1885 – Amsterdam, 19 april 1959) was communist, actief in de revolutionair-socialistische vrouwenbeweging en de Communistische Partij Holland (CPH) en aanvoerder van het Aardappeloproer.

## Biografie
Berta werd geboren als dochter van Pieter de Hondt (1842-1911), zeeman en brandwacht, en Margje van Veen (1862-1948). Ze groeide op in de Jordaan in een groot gezin met een vader die alcoholist was. Na de lagere school begon ze met werken. Ze werd geheelonthouder uit ergernis over het drankgebruik van haar vader. Op 21 oktober 1903 trouwde ze in Amsterdam met Jacob de Vries (1883-1964), schuitevoerder. Samen kregen ze drie dochters en een zoon.

### Politieke leven
Allereerst sloot ze zich samen met Jacob aan bij de Internationale Orde van Goede Tempeliers. Na het uitbreken van de Eerste Wereldoorlog in 1914 sloot ze zich aan bij de Sociaal-Democratische Arbeiderspartij (SDAP). In 1916 stapte ze over naar de radicalere anti-oorlogsgezinde Sociaal-Democratische Partij (SDP, na 1918: CPH) en werd ze actief bij de Revolutionair-Socialistische Vrouwenbond. 
Als lid van het Amsterdamse Vrouwencomité tegen de Duurte nam ze deel aan het Aardappeloproer in 1917, een protest tegen voedselgebrek, slechte kwaliteit en hoge prijzen. Zij regelde dat er werd betaald voor de aardappelen, zodat zij en de andere vrouwen zich konden verdedigen tegen de beschuldigingen die hen werden gedaan, namelijk dat zij aardappelen uit winkels ‘plunderden’. Dat deed ze officieel op 4 juli met een delegatie Amsterdamse vrouwen tijdens een bezoek aan minister Folkert Posthuma.
Voor de CPH vervulde ze bestuursfuncties, hield ze spreekbeurten, stelde ze zichzelf kandidaat voor gemeenteraads- en Kamerverkiezingen en was ze in 1931 vertegenwoordiger tijdens het achtste Wereldcongres van de Internationale Arbeidershulp (IAH) in Berlijn. In 1934 nam ze deel aan het Jordaanoproer. Verder was ze tot die tijd actief in de Internationale Rode Vrouwenhulp en het Wereldvrouwencomité tegen Oorlog en Fascisme. Door haar grote inzet werd ze door de socialisten Henriette Roland Holst en Heleen Ankersmit gezien als een icoon van de ‘jonge arbeidersbeweging’.

### Jeugd- en buurtwerk
Na 1934 richtte Berta zich vooral op jeugd- en buurtwerk, aanvankelijk binnen de CPH (de organisatie van zomerkampen voor de CPH-jeugdbond) en later buiten de partij. Ze zette zich bijvoorbeeld in voor de ontwikkeling van een Wijkcentrum-Jordaan. Van 1936 tot 1956 was ze bestuurslid van het Amsterdams Speeltuinverbond (ASV). 
Bij de Kamerverkiezingen van 1959 was ze kandidaat voor de Brug-groep, een groep CPN-dissidenten, omdat ze bij de CPN was geschrapt als lid. De Brug-groep kreeg geen zetel. Kort na de verkiezingen werd Berta ziek. Ze overleed op 19 april 1959 op 74-jarige leeftijd. In Amsterdam werd in juli 2022 een brug naar haar vernoemd.